# Sandvika
För andra betydelser, se Sandvika (olika betydelser).
Sandvika är en stad som utgör centralort i Bærums kommun i Akershus fylke i sydöstra Norge. Området ingår i tätorten Oslo och ligger cirka 14 kilometer väster om centrala Oslo och har en järnvägsstation för såväl fjärrtåg som pendeltåg. Den viktiga motorvägen på E18 går vid Sandvika där den också möter E16.
Sandvika har sedan slutet av 1980-talet genomgått stora infrastrukturella förändringar, och har vuxit radikalt. Sandvika har ett av Nordens största köpcentrum, Sandvika Storsenter. Handelshögskolan BI låg i Sandvika till 2005.
Sandvika fick stadsstatus (norska: bystatus) den 4 juni 2003 genom ett beslut av Bærums kommun. Någon exakt avgränsning är inte fastställd och eftersom området ingår i tätorten Oslo och i Bærums kommun finns heller inget fastställt invånarantal.

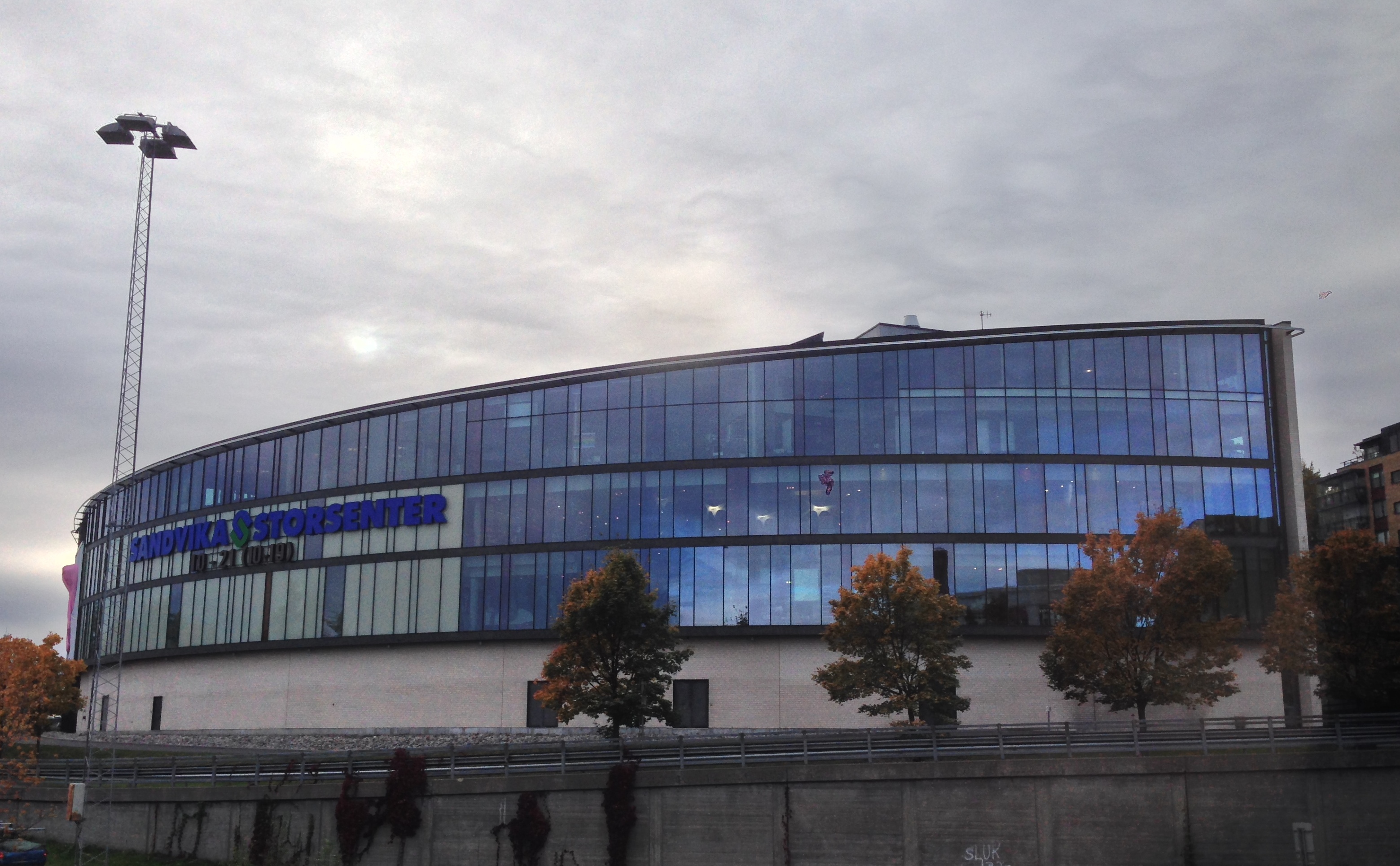
Sandvika Storsenter.